# Svržaki
Svržaki este o localitate din comuna Metlika, Slovenia, cu o populație de 88 de locuitori.